# 武内徹太郎
武内 徹太郎（たけうち てつたろう、1901年（明治34年）11月29日 - 1986年（昭和61年）3月3日）は、日本の実業家。元富士紡績社長、同社会長、元日本紡績協会委員長、元高千穂学園理事。

## 経歴
神奈川県出身、高千穂幼稚園、高千穂小学校、旧制高千穂中学校（第6回）、旧制第一高等学校卒業。1926年（昭和元年）富士紡績入社し中津工場長、関東支店副長秘書課長、鷲津工場長経理部次長を歴任し、1950年（昭和25年）7月 富士紡績取締役に選ばれる。その後、経理部長大阪営業所長委嘱常務、専務を経て、1960年（昭和35年）富士紡績社長に就任。1959年（昭和33年）貿易使節団員として約2か月北米カナダ西独伊タイに出張、1965年（昭和39年）1月 日蘭伯国リオグランデドスール州企業調査団長として約40日間南米北米に出張、同年9月 国際錦連年次総会に日本代表団員の一員としてスイスに出張、エチオピア東阿3国を視察する。その後、1970年（昭和45年）富士紡績会長に就任する。
その他、富士機工取締役、1975年（昭和50年）高千穂学園理事、1982年（昭和57年）同学園同窓会会長を務めた。没後、富士紡績による社葬が執り行われた。

## 栄典
- 1967年（昭和42年）10月 - 藍綬褒章
- 1971年（昭和46年） 5月 - エチオピア国コンマンダーオブスター勲章
- 1973年（昭和48年） 4月 - 勲三等旭日中綬章